# Lusia Steele
Lusia Steele (21 juni 2000) is een Britse baanwielrenster. 
Tijdens de Europese kampioenschappen baanwielrennen in 2020 behaalde Steele met de Britse ploeg een tweede plaats op de teamsprint.

## Palmares

### Baanwielrennen
| Jaar        | BK                   | EK          | WK          | Overige     |             |
| Als juniore | Als juniore          | Als juniore | Als juniore | Als juniore | Als juniore |
| ----------- | -------------------- | ----------- | ----------- | ----------- | ----------- |
| 2017        | 500m tijdrit         |             |             |             |             |
| 2018        | 500m tijdrit, sprint |             |             |             |             |
| Als elite   |                      |             |             |             |             |
| 2018        | teamsprint           |             |             |             |             |
| 2019        | teamsprint           |             |             |             |             |
| 2020        | teamsprint           | teamsprint  |             |             |             |